# 델라쿠르마모셋쥐
델라쿠르마모셋쥐(Hapalomys delacouri)는 쥐과에 속하는 설치류의 일종이다. 중국과 라오스, 베트남에서 발견된다. 자연 서식지는 아열대 또는 열대 기후 지역의 건조림이다. 서식지 감소로 위협을 받고 있다.